# Yelena Rúzina
Yelena Ivánovna Rúzina (en ruso: Еле́на Ива́новна Ру́зина; Vorónezh, Rusia, 3 de abril de 1964) fue una atleta rusa, especializada en la prueba de 4x400 m en la que llegó a ser subcampeona mundial en 1993.

## Carrera deportiva
En los JJ. OO. de Barcelona 1992 representando al Equipo Unificado, ganó el oro en los relevos 4x400 metros, quedando por delante de Estados Unidos y Reino Unido.
Al año siguiente, en el Mundial de Stuttgart 1993, representando a Rusia, ganó la medalla de plata en la misma prueba, con un tiempo de 3:18.38 segundos, tras Estados Unidos y por delante de Reino Unido, siendo sus compañeras de equipo: Tatiana Alekséyeva, Margarita Ponomariova e Irina Priválova.